# Abraham (priimek)
Abraham je priimek v Sloveniji, ki ga je po podatkih Statističnega urada Republike Slovenije na dan 1. januarja 2010 uporabljalo 146 oseb in je med vsemi priimki po pogostosti uporabe uvrščen na 3.075. mesto.

## Znani slovenski nosilci priimka
- Aleksander Abraham, politik

## Znani tuji nosilci priimka
- Edward Abraham (1913—1999), angleški biokemik
- Fahrid Murray Abraham (*1939), ameriški igralec
- John Abraham (1937—1987), indijski režiser
- Karl Abraham - nemški psihoanalitik (1877 - 1925)
- Paul Abraham (1877—1925), madžarski skladatelj
- Philippe-Jacques Abraham, turški kaldejski škof
- William Abraham, irski rimskokatoliški škof